# قصة عقد زواج بارك
قصة عقد زواج بارك (بالكورية: 열녀 박씨 계약 결혼뎐)؛ هو مسلسل تلفزيوني كوري جنوبي، من بطولة لي سي يونغ، باي ان هيوك، جو هيون يونغ ويوو سيون-هو. عرض على قناة إم بي سي في 24 نوفمبر الى 6 يناير 2024، تم بثه يومي الجمعة والسبت.

## القصة
في القرن التاسع عشر وفي ليلة يوم زفافها، بارك يون سوو (لي سي يونغ) يخبرها خطيبها أنه يعانى من مرض في القلب منذ فترة طويلة ويموت، تختطف بارك يون-وو في نفس الوقت من قبل رجل ويلقيها في بئر. في اللحظة التالية تفتح عينيها. تجد نفسها الآن في سيئول الحالية، كوريا الجنوبية. الرجل الذي ينقذها في حمام السباحة هو كانغ تاي ها (باي ان هيوك). وهو خليفة شركة إس إتش، إنه شخص منطقي وغير مهتم بإقامة علاقة عاطفية، لكن جده المريض يخبره أنه يرغب في رؤية حفل زفافه قبل وفاته. يطلب كانغ تاي هي من يون وو، التي أنقذها، الدخول في عقد زواج.

## الطاقم
- لي سي يونغ في دور بارك يون وو[5]
- باي ان هيوك في دور كانغ تاي ها[6]
- جو هيون يونغ في دور سا-وول[7]
- يوو سيون-هو في دور كانغ تاي مين[8]
- تشون هو-جين في دور كانغ سانغ مو[9]
- جو بوك-راي في دور هونغ سيونغ بيو[10]
- جين كيونغ في دور مين هاي-سيوك[11]
- جونغ سي اه في دور اوه هيون-جونغ[12]
- نوه جونغ-هيون في دور لي سيوك جو[13]
- اوه يو جين في دور هونغ نا-ري[14]
- سون سو مانج في دور كانغ هاي ريونغ[15]
- لي يونغ-جين في دور تشون ميونغ[16]
- شين سو هيون في دور كيم ها يونغ[17]
- كوم ها ريوم في دور يو هانا[18]
- كيم ايو-جين في دور لي مي دام[19]

## المشاهدات
| الموسم | الموسم | رقم الحلقة | رقم الحلقة | رقم الحلقة | رقم الحلقة | رقم الحلقة | رقم الحلقة | رقم الحلقة | رقم الحلقة | رقم الحلقة  | رقم الحلقة  | رقم الحلقة | رقم الحلقة | المتوسط     |
| الموسم | الموسم | 1          | 2          | 3          | 4          | 5          | 6          | 7          | 8          | 9           | 10          | 11         | 12         | المتوسط     |
| ------ | ------ | ---------- | ---------- | ---------- | ---------- | ---------- | ---------- | ---------- | ---------- | ----------- | ----------- | ---------- | ---------- | ----------- |
|        | 1      | 1.001      | 1.192      | 1.154      | 1.241      | 1.359      | 1.791      | 1.561      | 1.598      | ستُعلن لاحقًا | ستُعلن لاحقًا | 1.528      | 1.741      | ستُعلن لاحقًا |

وفقا لنيلسن كوريا ، فقد حقق المسلسل رقماً قياسياً في الحلقة السادسة، بمتوسط تقييم 9.6% بحوالي أكثر من 1.79 مليون مشاهد.
| الحلقات | تاريخ البث      | تقييمات "نيلسن كوريا" | تقييمات "نيلسن كوريا" |
| الحلقات | تاريخ البث      | على الصعيد الوطني     | سيئول                 |
| ------- | --------------- | --------------------- | --------------------- |
| 1       | 24 نوفمبر 2023  | 5.6%                  | 5.3%                  |
| 2       | 25 نوفمبر 2023  | 5.9%                  | 5.8%                  |
| 3       | 1 ديسمبر 2023   | 6.7%                  | 6.7%                  |
| 4       | 2 ديسمبر 2023   | 6.4%                  | 6.2%                  |
| 5       | 8 ديسمبر 2023   | 7.4%                  | 7.2%                  |
| 6       | 9 ديسمبر، 2023  | 9.6%                  | 9.8%                  |
| 7       | 15 ديسمبر، 2023 | 8.7%                  | 8.9%                  |
| 8       | 16 ديسمبر، 2023 | 8.0%                  | 7.6%                  |
| 9       | 22 ديسمبر 2023  | 7.4%                  | 7.4%                  |
| 10      | 23 ديسمبر 2023  | 7.6%                  | 7.1%                  |
| 11      | 5 يناير 2024    | 8.0%                  | 7.8%                  |
| 12      | 6 يناير 2024    | 9.3%                  | 9.4%                  |
| متوسط   | متوسط           | 7.6%                  | _                     |

## الإنتاج
المسلسل من كتابة جو نام جيونغ واخراج من قبل بارك سانغ-هون (من قسم ام بي سي دراما)، من اعماله مسلسل مكتب شمع، تيريوس ورائي. في 17 اغسطس 2023 ، أعلنت شركة الإنتاج تشوروك بايم ميديا انها قد وقعت عقد انتاج وتوريد بقيمة 15.4 مليار وون مع قناة MBC للعمل على مسلسل "قصة عقد زواج بارك" المكون من 12 حلقة.

## روابط خارجية
- الموقع الرسمي
 (بالكورية)
- قصة عقد زواج بارك على موقع IMDb (الإنجليزية)
- قصة عقد زواج بارك على موقع فيلمافينيتي (الإسبانية)
- قصة عقد زواج بارك على موقع قاعدة بيانات الفيلم (الإنجليزية)
- قصة عقد زواج بارك على هانسينما